# Schlachtkapelle
Schlachtkapelle ist eine in der Schweiz gebräuchliche Bezeichnung für eine Kapelle und Gedenkstätte, die an Schlachten der alten Eidgenossen erinnert, beispielsweise Morgarten (1315), Sempach (1386), Näfels (1388), Stoss (1405), Etzel (1439), Dornach (1499) und Gubel (1531).

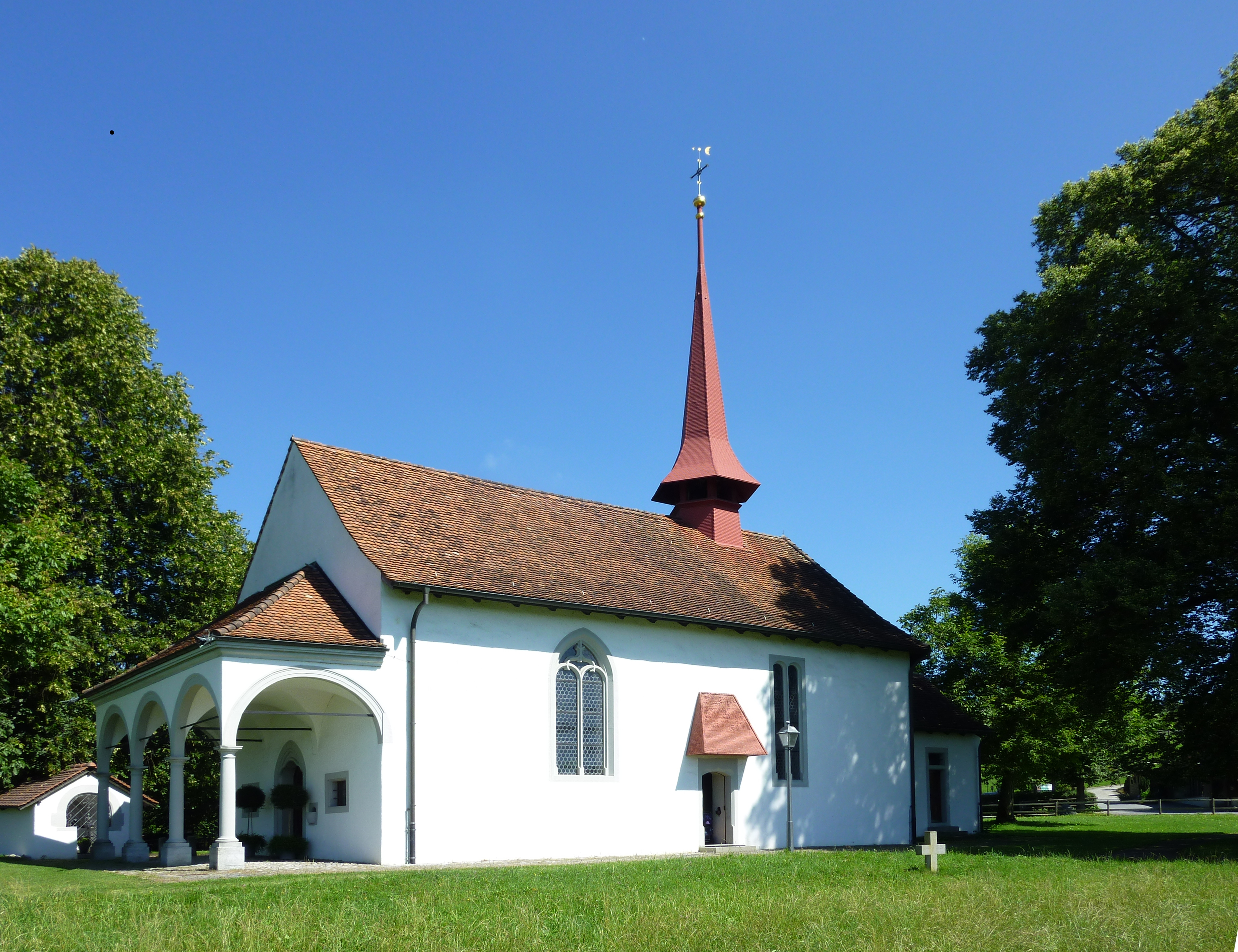
Schlachtkapelle Sempach
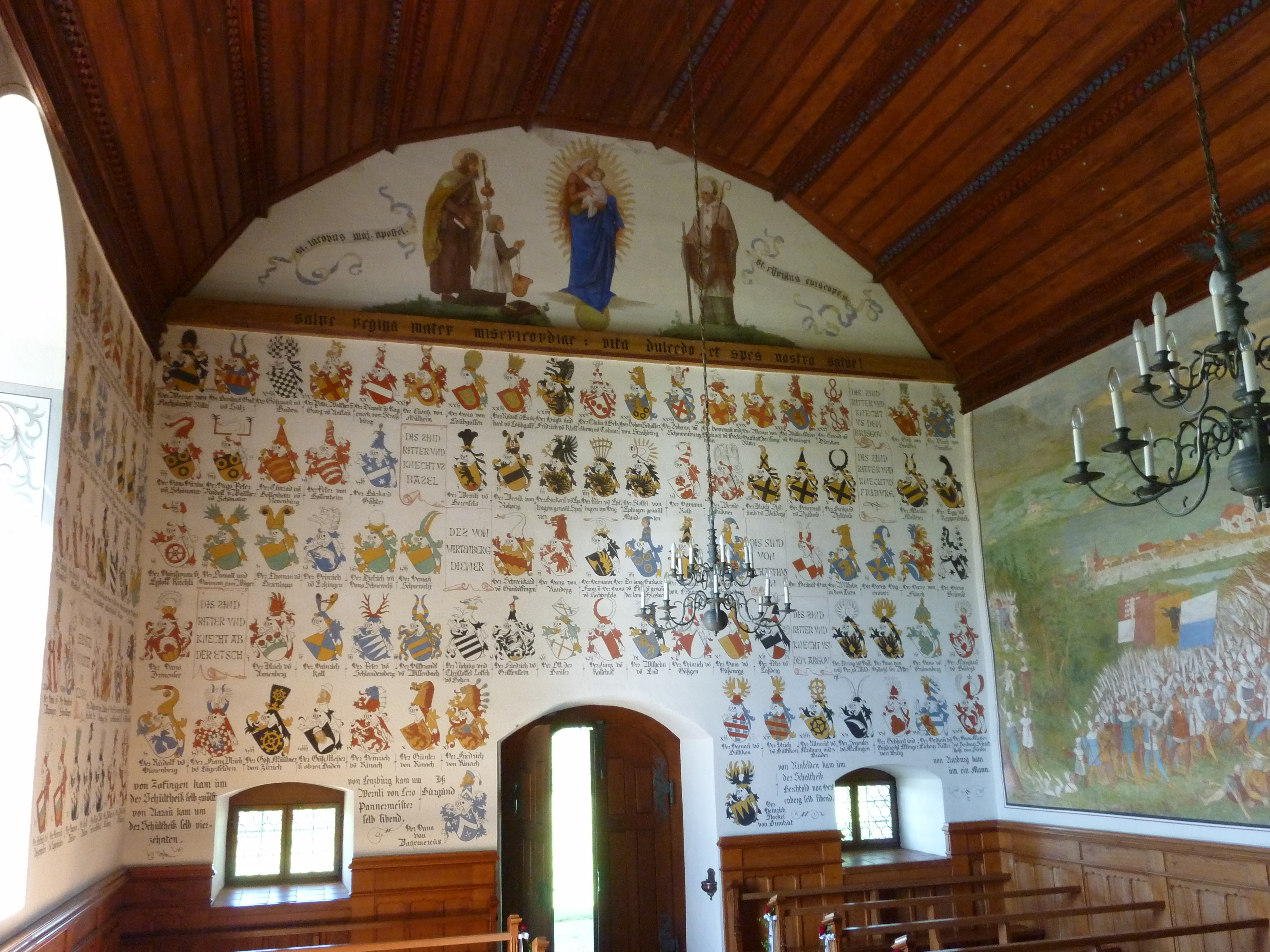
Innenraum
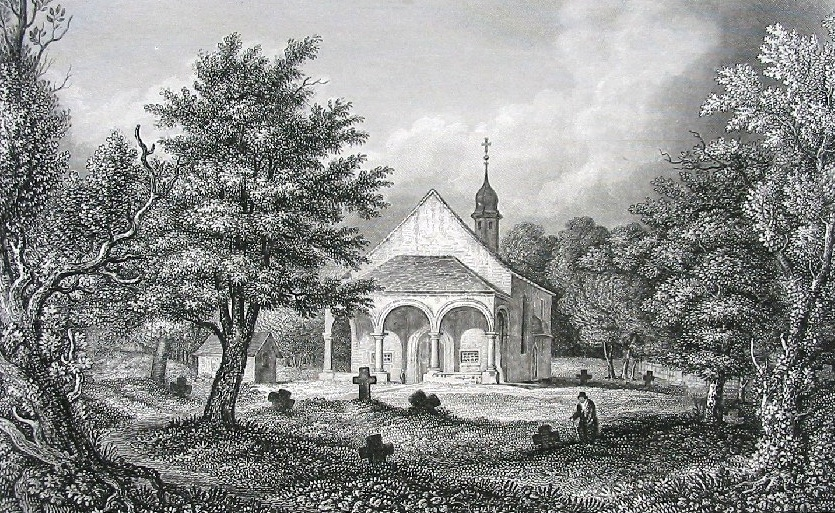
Schlachtkapelle Sempach 1838
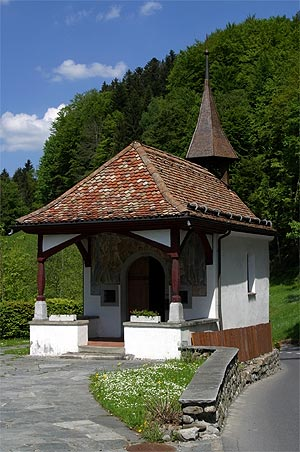
Schlachtkapelle Morgarten
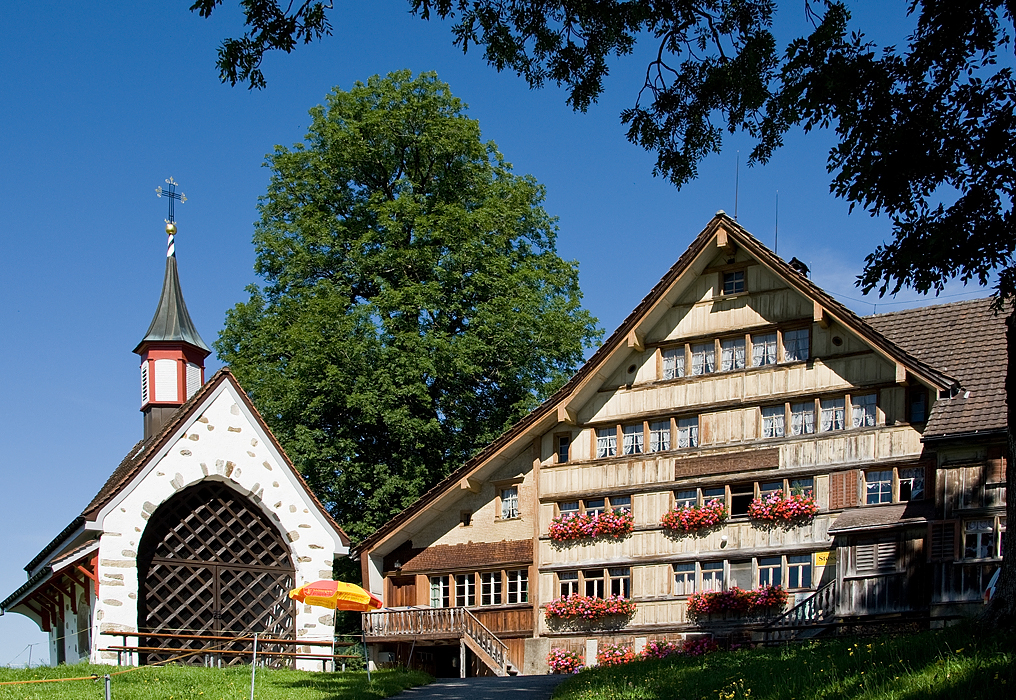
Schlacht-Kapelle Stoss und Gasthaus